# 告爾多

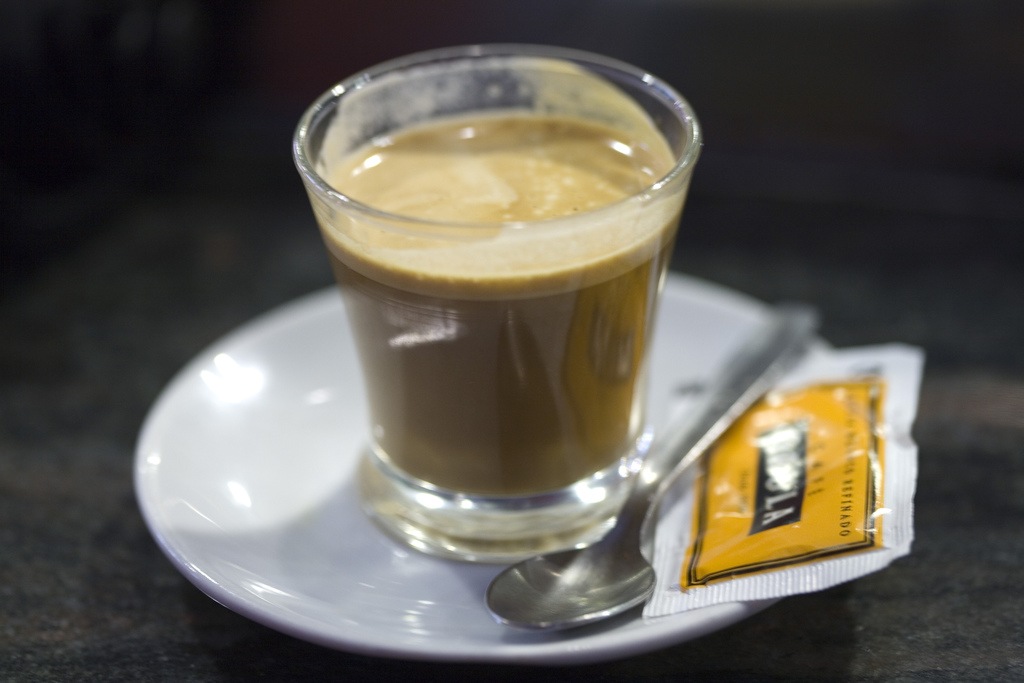
一杯告尔多

告尔多咖啡（西班牙語：Café cortado）是一种西班牙传统饮料，盛行於西班牙及葡萄牙，還有南美洲。
Cortado在西班牙語的意思是shortened，意思是它不會很大杯，只是小小一杯，比espresso大上一兩倍量。它是由三分之二的意大利浓缩咖啡加上三分之一的热牛奶。在有些地方，牛奶会被炼乳或者奶油代替。 它的作法是將加熱的牛奶倒到espresso上，若是有奶泡的話，可在espresso上面拉出圖案（latte art）。一般盛裝在底部裝飾鐵環，有鐵製手把的小玻璃杯內。